# 尤杖子乡
尤杖子乡，是中华人民共和国辽宁省朝阳市喀喇沁左翼蒙古族自治县下辖的一个乡镇级行政单位。

## 行政区划
尤杖子乡下辖以下地区：
尤杖子村、詹杖子村、后钢沟村、前钢沟村和三荒村。